# Phare d'Anacapa
Le phare d'Anacapa est un phare situé sur l'île Anacapa dans le canal de Santa Barbara, dans le Comté de Ventura (État de la Californie), aux États-Unis.
Ce phare est géré par la Garde côtière américaine, et les phares de l'État de Californie sont entretenues par le District 11 de la Garde côtière .
Il est inscrit au Registre national des lieux historiques depuis le 3 septembre 1991 .

## Histoire
Positionné à l'entrée est du canal de Santa Barbara, l'île Anacapa fut un choix naturel pour la construction d'un phare. Le Conseil des phares, pour limiter les frais de construction, a érigé une tour avec une lanterne sans lentille en 1912.
En 1932, l'actuel phare permanent a été construit sur l'île. Elle fut la dernière grande station de signalisation maritime à être construite sur la côte ouest. La tour et le bâtiment du signal de brume ont été construits sur le point culminant à l'extrémité est de l'île.
En 1938, sous la direction de Franklin D. Roosevelt, les îles Santa Barbara et Anacapa devinrent le Parc national des Channel Islands. L'US Coast Guard a automatisé la station en 1966. Auparavant, Les gardiens et leurs familles résidaient dans les quatre grandes maisons en stuc blanc de style espagnol aux toits de tuiles rouges.
En 1976, les principales îles sont devenues une réserve de biosphère reconnue par l'UNESCO.

## Description
Le phare est une tour cylindrique blanche, avec galerie et lanterne, qui mesure 17 m de haut. Elle est équipée d'une corne de brume. Son Aerobeacon de type DCB-24 est alimenté à l'énergie solaire.
Il émet, à une hauteur focale de 84 m, deux éclats blancs toutes les 60 secondes. Sa portée est de 20 milles nautiques (environ 37 km).
Les autres bâtiments de la station sont désormais utilisés par le National Park Service.
Identifiant : ARLHS : USA-012 - Amirauté : G3940 - USCG : 6-0185 .
|                        |
| Canal de Santa Barbara |

|         |
| Anacapa |

|          |
| Le phare |

### Lien connexe
- Liste des phares de la Californie